# جانيت إليس
جانيت إليس (بالإنجليزية: Janet Ellis)‏ هي مقدمة تلفزيونية وممثلة بريطانية، ولدت في 16 سبتمبر 1955 في اتشثام ‏ في المملكة المتحدة.

## وصلات خارجية
- جانيت إليس على موقع IMDb (الإنجليزية)
- جانيت إليس على موقع ميوزك برينز (الإنجليزية)
- جانيت إليس على موقع قاعدة بيانات الفيلم (الإنجليزية)